# Bahnhof Schleusingen

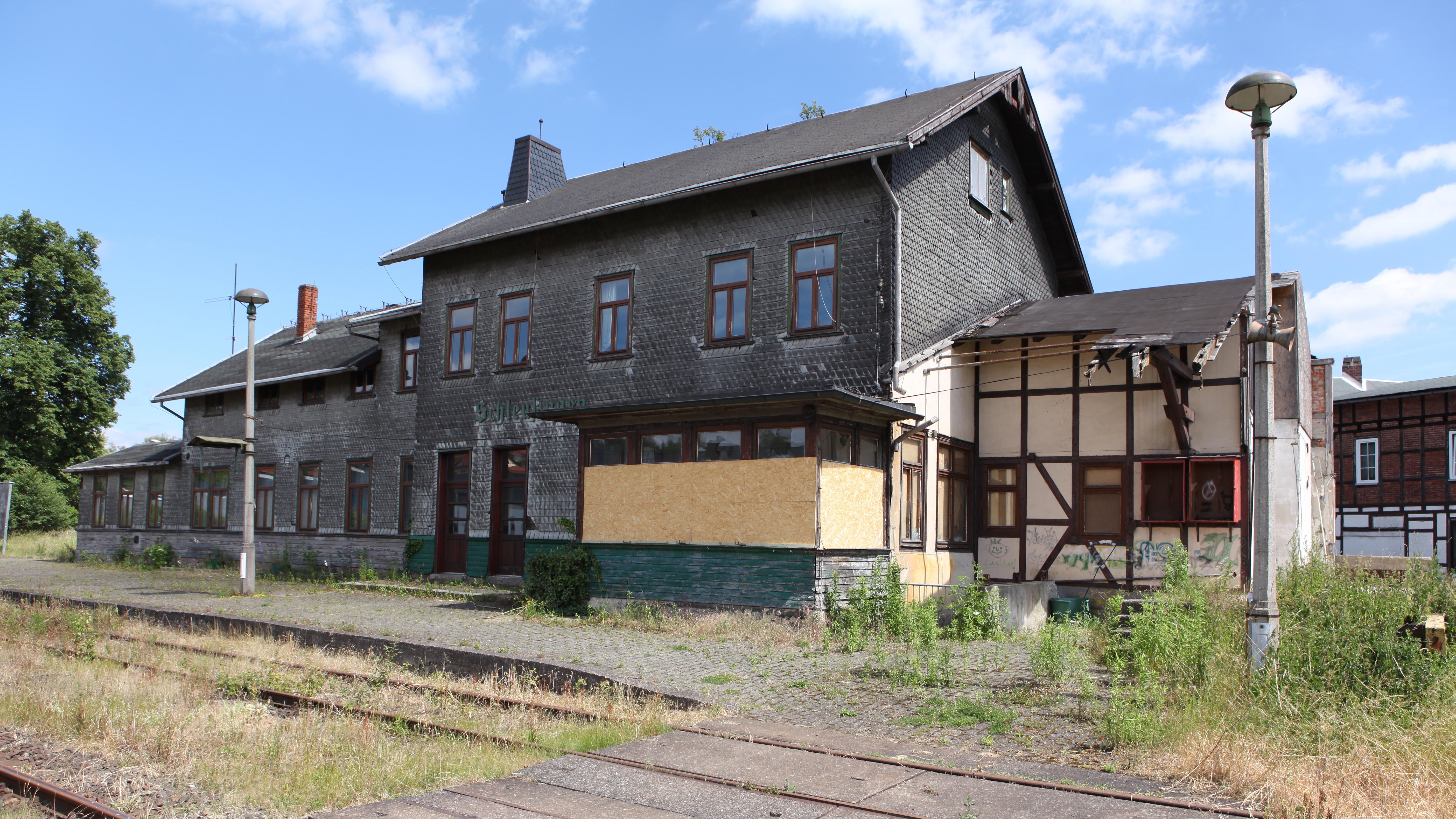
Empfangsgebäude

Der Bahnhof Schleusingen ist ein Bahnhof südlich des Rennsteiges. Er stellt den Gleisanschluss für die Stadt Schleusingen dar und wird seit 1998 nicht mehr im täglichen Schienenpersonennahverkehr (SPNV) bedient.

## Lage
Im Bahnhof Schleusingen laufen die Rennsteigbahn von Ilmenau, die Friedbergbahn von Suhl sowie die Bahnstrecke von Themar zusammen. Er liegt in der Unterstadt von Schleusingen westlich des Stadtzentrums. In unmittelbarer Nähe befindet sich ein Gewerbegebiet sowie ein größeres Wohngebiet. Westlich wird er von der Haardt und dem Kohlberg überthront.

## Bauliche Anlagen
Der Bahnhof Schleusingen besitzt drei Personengleise an zwei Bahnsteigen. Dahinter schließen sich diverse weitere Gleise an, die zu einem dreitürigen Lokschuppen (an der Nordausfahrt) führen. Am südlichen Bahnsteigende steht ein Stellwerk in DDR-Bauweise. An Gleis 1 befindet sich das dreigeschossige Empfangsgebäude mit einem Güterschuppen als Anbau. Nördlich und südlich wird der Bahnhof von zwei Bahnübergängen begrenzt.

## Geschichte
1888 wurde die Bahnstrecke Schleusingen–Themar errichtet. So erhielt Schleusingen Anschluss an das Eisenbahnnetz. Bis 1904 stellte der Bahnhof noch den Endbahnhof aus Richtung Themar dar. 1904 war die Rennsteigbahn fertiggestellt, so dass er nun eine nördliche Ausfahrt nach Ilmenau und somit direkten Anschluss nach Erfurt erhielt. Diese Bahnstrecke bedeutete einen enormen wirtschaftlichen Aufschwung für die Region am mittleren Rennsteig, die von großer Armut bestimmt wurde. 1911 verband die Friedbergbahn Schleusingen nun auch mit Suhl, das an der Bahnstrecke Neudietendorf–Ritschenhausen liegt. Über die Jahre waren auf allen Strecken, die den Bahnhof Schleusingen durchlaufen, die Fahrgastzahlen stabil, wenn auch die Friedbergbahn im Laufe der Zeit durch zunehmenden schnelleren Omnibusverkehr an Bedeutung verlor. Nach 1990 brach allerdings das Fahrgastaufkommen stark ein, der Bahnverkehr über den Rennsteig wurde bedeutungslos. So wurde am 31. Mai 1997 die Friedbergbahn nach Suhl stillgelegt. Im Mai 1998 bestellte das Land Thüringen den Personenverkehr auf der Rennsteigbahn ab, im Juni 1998 auch nach Themar.
2003 pachtete die Rennsteigbahn GmbH die Rennsteigbahn zusammen mit der Strecke nach Themar, einige Zeit später baute sie wieder den Verladebahnhof am ehemaligen Holzwerk Schleusingen auf. So wird etwa zweimal wöchentlich durch die Railssytems RP GmbH Holz nach Schweinfurt über Themar transportiert, welches von der Holzhandelsfirma WHF aus den Rennsteigregionen nach Schleusingen angeliefert wird. Sonderfahrten durch die Dampfbahnfreunde Mittlerer Rennsteig finden vor allem auf der Rennsteigbahn, aber auch der Strecke nach Themar in unregelmäßigen Abständen statt.

## Kesselexplosion am 2. November 1890

Lok 44 (Krauss Typ XV) nach der Kesselexplosion

„Schleusingen, den 3. November. Gestern früh gegen 10 1/4 Uhr, kurz bevor sich der fahrplanmäßige Zug nach Themar in Bewegung setzen sollte, explodierte unter gewaltigem, fast die ganze Stadt erschütterndem Knall der Kessel der Lokomotive und einzelnen Theile derselben wurden weit hinweggeschleudert. Die Dächer des Expeditions- und Wohngebäudes sowie des Güterschuppens wurden durch den infolge der Explosion hervorgerufenen Luftdruck zum Theil abgedeckt, die Fenster und Fensterrahmen sowie verschiedene Thürfüllungen genannter Gebäude wurden zertrümmert und die Wände und Decken der einzelnen Zimmer durch Risse beschädigt. Die in dem Expeditions-Zimmer gerade Anwesenden, Herr Inspektor Schmidt und Herr Assistent Ulich, wurden durch den gewaltigen Luftdruck gegen die Wände geschleudert und erhielten außerdem nicht unerhebliche Verletzungen. Herr Bodenmeister Günther, welcher gerade das Zeichen zur Abfahrt geben wollte, wurde gleichfalls im Gesicht ziemlich verletzt...- Zu bewundern ist es, daß nicht noch größeres Unglück passiert ist. Hätten sich Lokomotivführer und Heizer im Moment der Explosion auf der Machine befunden, so dürften dieselben wohl schwerlich mit dem Leben davon gekommen sein.“

„Am 2. November explodierte auf Bahnhof Schleusingen der Dampfkessel der vor einem Zuge zur Abfahrt bereits stehenden Tenderlocomotive, wodurch außer der Locomotive selbst auch das Stationsgebäude mehrfach beschädigt wurde, während drei Bahnbeamte, welche in der Nähe beschäftigt waren, glücklicherweise unerheblich verletzt worden sind. Die Ursache dieses Unfalles hat sich nicht mit Sicherheit feststellen lassen und ist wahrscheinlich in einem Material- oder Ausführungsfehler zu suchen.“